# Konferencja Episkopatu Francji
Konferencja Episkopatu Francji (fr. Conférence des évêques de France, CEF) − instytucja zrzeszająca francuskich biskupów katolickich, zarówno z Francji metropolitalnej, jak i terytoriów zamorskich oraz z Księstwa Monako.
Członkami konferencji są również: biskup eparchii ormiańskiej, egzarcha ukraiński we Francji, wikariusze apostolscy, prefekci apostolscy zamorskich departamentów, administratorzy apostolscy oraz administratorzy diecezjalni wykonujący swoje obowiązki na terenie Francji. Biskupi terytoriów zamorskich są członkami Konferencji Episkopatu Pacyfiku. Ci ostatni uczestniczą w obradach Konferencji Episkopatu Francji z głosem doradczym.
Konferencja powstała w 1966, zastępując zgromadzenie kardynałów i arcybiskupów Francji, które powstało po II wojnie światowej. Stolica Święta czyniła starania zmierzające do jej powołania już w 1919. Zgromadzenia plenarne konferencji mają miejsce raz w roku w Sanktuarium Matki Bożej w Lourdes. Składa się z 10 komisji i 4 komitetów.

## Przewodniczący konferencji[2]
- 1945 – 1948: Emmanuel Suhard, arcybiskup Paryża, kardynał
- 1948 – 1964: Achille Liénart, biskup Lille, kardynał
- 1964 – 1969: Maurice Feltin, arcybiskup Paryża, kardynał
- 1969 – 1975: François Marty, arcybiskup Paryża, kardynał
- 1975 – 1981: Roger Etchegaray, arcybiskup Marsylii, kardynał
- 1981 - 1987: Jean Vilnet, biskup Lille
- 1987 – 1990: Albert Decourtray, arcybiskup Lyonu, kardynał
- 1990 – 1996: Joseph Duval, arcybiskup Rouen
- 1996 – 2001: Louis-Marie Billé, arcybiskup d'Aix-en-Provence, następnie Lyonu, kardynał
- 2001 – 2007: Jean-Pierre Ricard, arcybiskup Bordeaux, kardynał
- 2007 – 2013: André Vingt-Trois, arcybiskup Paryża, kardynał
- 2013 – 2019: Georges Pontier, arcybiskup Marsylii
- 2019 – 2025: Éric de Moulins-Beaufort, arcybiskup Reims
- od 2025: Jean-Marc Aveline, arcybiskup Marsylii, kardynał